# Liste des Premiers ministres des Émirats arabes unis
Cet article dresse la liste des premiers ministres des Émirats arabes unis depuis la création de l'État fédéral en 1971.
Historiquement, le Premier ministre des Émirats arabes unis est le souverain de Dubaï et est également le vice-président des Émirats arabes unis.

## Liste desPremiers ministresetvice-présidentsdesÉmirats arabes unis(1971-)[1]
| No  | Portrait                       | Titulaire (Naissance-mort)                                        | Mandat          | Mandat                            | Mandat                     | Président                                                  |
| No  | Portrait                       | Titulaire (Naissance-mort)                                        | Début           | Fin                               | Durée                      | Président                                                  |
| --- | ------------------------------ | ----------------------------------------------------------------- | --------------- | --------------------------------- | -------------------------- | ---------------------------------------------------------- |
| 1   | Maktoum ben Rachid Al Maktoum  | Maktoum ben Rachid Al Maktoum مكتوم بن راشد آل مكتوم (1943-2006)  | 9 décembre 1971 | 30 avril 1979                     | 7 ans, 4 mois et 21 jours  | Zayed ben Sultan Al Nahyane                                |
| 2   | Rachid ben Saïd Al Maktoum     | Rachid ben Saïd Al Maktoum راشد بن سعيد آل مكتوم (1912-1990)      | 30 avril 1979   | 7 octobre 1990 (mort en fonction) | 11 ans, 5 mois et 7 jours  | Zayed ben Sultan Al Nahyane                                |
| (1) | Maktoum ben Rachid Al Maktoum  | Maktoum ben Rachid Al Maktoum مكتوم بن راشد آل مكتوم (1943-2006)  | 7 octobre 1990  | 4 janvier 2006 (mort en fonction) | 15 ans, 2 mois et 28 jours | Zayed ben Sultan Al Nahyane Khalifa ben Zayed Al Nahyane   |
| 3   | Mohammed ben Rachid Al Maktoum | Mohammed ben Rachid Al Maktoum محمد بن راشد آل مكتوم (né en 1949) | 11 février 2006 | en fonction                       | 19 ans, 2 mois et 29 jours | Khalifa ben Zayed Al Nahyane Mohammed ben Zayed Al Nahyane |